# 北本久仁衛
北本 久仁衛（きたもと くにえ、1981年9月18日 - ）は、奈良県出身の元サッカー選手（DF）。

## 来歴
2000年のプロ入りから2018年の契約満了まで、足掛け19年に渡ってヴィッセル神戸でプレーし、2010年ヴィッセル神戸公式サイトの選手紹介には「クラブの象徴と言ってもいいほど、その存在感は絶大だ」との記載がある。主にセンターバックのポジションでディフェンスリーダーとして振る舞うが、2006年は右SBを任され、プレーの幅を広げた。また、攻撃の起点としての一翼も担っており、2009年10月3日のホーム・京都サンガF.C.戦では豪快なダイレクトボレーで自身の通算200試合出場に花を添えた。J1からJ2に降格した2006年にはJ1クラブからのオファーもあったが、神戸に残留。
2007年から2010年は副主将を務めていた。
2011年シーズンは全試合に出場し33、34節と自身初めて2試合連続で得点もあげた。
翌2012シーズンもレギュラーとして出場を続けたが、2013年1月にメディカルチェックで肋骨に腫瘍が見つかり、3月に手術を行う。腫瘍は悪性であったが、半年後には第32節のギラヴァンツ北九州戦で実戦復帰を果たす。
2018年シーズン終了後に19年在籍した神戸を退団。
2019年2月5日に昨シーズンチームメイトだったタイ代表のティーラトンにサポートしてもらい、タイ・リーグ3部のシモークFCへ移籍。しかし、程なくしてクラブは給与未払い問題でタイサッカー協会から資格停止処分を受け、解散してしまう。
2019年6月23日、タイ・リーグ3のチャムチュリー・ユナイテッドFCと契約。
2020年2月19日、古巣のヴィッセル神戸が北本の現役引退と2月23日のホームでの対横浜FC戦キックオフ前に引退セレモニーを行う旨を発表した。22日、その引退セレモニーが2019新型コロナウイルスの感染予防対策として延期されることがクラブ公式サイトで発表された。また、同年よりヴィッセル神戸のスクールコーチに就任することが発表されている。同年10月からはトップチームのアシスタントコーチに就任した。
2025年からはヴィッセル神戸U-18のコーチに就任。

## エピソード
- スキンヘッドがトレードマーク。2003年、土屋征夫に影響を受け[14]、当時は「絶対しない」といっていたスキンヘッドにした。トルシエ・ジャパンの「フラットスリー」がマスコミを賑わせていた頃には、3バックを形成する土屋・シジクレイとともに「ピカッとスリー」「フラッシュスリー」「フラットスキン」などと呼ばれていた。
- 長渕剛のファン。当時のチームメイトで同じく長渕のファンである近藤岳登と共に、ライブ映像に偶然映ったことがある。

## 所属クラブ
ユース経歴
- 1989年 - 1993年 登美ヶ丘サッカークラブ（奈良市立登美ヶ丘小学校）
- 1994年 - 1996年 奈良市立登美ヶ丘北中学校
- 1997年 - 1999年 奈良育英高校

プロ経歴
- 2000年 - 2018年  ヴィッセル神戸
- 2019年  シモークFC（英語版）
- 2019年 -  チャムチュリー・ユナイテッドFC（英語版）

## 個人成績
| 国内大会個人成績 | 国内大会個人成績 | 国内大会個人成績 | 国内大会個人成績 | 国内大会個人成績 | 国内大会個人成績 | 国内大会個人成績 | 国内大会個人成績 | 国内大会個人成績 | 国内大会個人成績 | 国内大会個人成績 | 国内大会個人成績 |
| 年度             | クラブ           | 背番号           | リーグ           | リーグ戦         | リーグ戦         | リーグ杯         | リーグ杯         | オープン杯       | オープン杯       | 期間通算         | 期間通算         |
| 年度             | クラブ           | 背番号           | リーグ           | 出場             | 得点             | 出場             | 得点             | 出場             | 得点             | 出場             | 得点             |
| 日本             | 日本             | 日本             | 日本             | リーグ戦         | リーグ戦         | リーグ杯         | リーグ杯         | 天皇杯           | 天皇杯           | 期間通算         | 期間通算         |
| ---------------- | ---------------- | ---------------- | ---------------- | ---------------- | ---------------- | ---------------- | ---------------- | ---------------- | ---------------- | ---------------- | ---------------- |
| 2000             | 神戸             | 27               | J1               | 0                | 0                | 0                | 0                | 0                | 0                | 0                | 0                |
| 2001             | 神戸             | 24               | J1               | 6                | 0                | 2                | 0                | 2                | 0                | 10               | 0                |
| 2002             | 神戸             | 24               | J1               | 22               | 1                | 0                | 0                | 1                | 0                | 23               | 1                |
| 2003             | 神戸             | 4                | J1               | 24               | 1                | 2                | 0                | 3                | 0                | 29               | 1                |
| 2004             | 神戸             | 4                | J1               | 27               | 2                | 6                | 0                | 0                | 0                | 33               | 2                |
| 2005             | 神戸             | 4                | J1               | 33               | 1                | 6                | 0                | 1                | 0                | 40               | 1                |
| 2006             | 神戸             | 4                | J2               | 43               | 5                | -                | -                | 0                | 0                | 43               | 5                |
| 2007             | 神戸             | 4                | J1               | 33               | 2                | 6                | 0                | 2                | 0                | 41               | 2                |
| 2008             | 神戸             | 4                | J1               | 28               | 0                | 5                | 0                | 2                | 0                | 35               | 0                |
| 2009             | 神戸             | 4                | J1               | 32               | 1                | 6                | 0                | 3                | 0                | 41               | 1                |
| 2010             | 神戸             | 4                | J1               | 33               | 0                | 6                | 0                | 0                | 0                | 39               | 0                |
| 2011             | 神戸             | 4                | J1               | 34               | 2                | 2                | 0                | 1                | 0                | 37               | 2                |
| 2012             | 神戸             | 4                | J1               | 29               | 0                | 3                | 0                | 0                | 0                | 32               | 0                |
| 2013             | 神戸             | 4                | J2               | 10               | 0                | -                | -                | 1                | 1                | 11               | 1                |
| 2014             | 神戸             | 4                | J1               | 7                | 0                | 2                | 0                | 0                | 0                | 9                | 0                |
| 2015             | 神戸             | 4                | J1               | 12               | 0                | 2                | 0                | 2                | 0                | 16               | 0                |
| 2016             | 神戸             | 4                | J1               | 14               | 1                | 3                | 0                | 0                | 0                | 17               | 1                |
| 2017             | 神戸             | 4                | J1               | 6                | 0                | 3                | 0                | 2                | 0                | 11               | 0                |
| 2018             | 神戸             | 4                | J1               | 1                | 0                | 6                | 0                | 0                | 0                | 7                | 0                |
| タイ             | タイ             | タイ             | タイ             | リーグ戦         | リーグ戦         | リーグ杯         | リーグ杯         | FA杯             | FA杯             | 期間通算         | 期間通算         |
| 2019             | シモーク         | 38               | タイ3部          |                  |                  |                  |                  |                  |                  |                  |                  |
| 通算             | 日本             | 日本             | J1               | 341              | 11               | 60               | 0                | 19               | 0                | 420              | 11               |
| 通算             | 日本             | 日本             | J2               | 53               | 5                | -                | -                | 1                | 1                | 54               | 6                |
| 通算             | タイ             | タイ             | タイ3部          |                  |                  |                  |                  |                  |                  |                  |                  |
| 総通算           | 総通算           | 総通算           | 総通算           | 394              | 16               | 60               | 0                | 20               | 1                | 474              | 17               |

その他の公式戦
- 2006年
  - J1・J2入れ替え戦 2試合0得点

- J1リーグ初出場 2001年1st11節 vsサンフレッチェ広島（2001年6月16日）
- J1リーグ初得点 2002年2nd8節 vs鹿島アントラーズ（2002年10月12日）

## 代表歴
- U-18、U-19、U-20日本代表（1999年、2000年、2001年）
- U-22、U-23日本代表（2003年、2004年）
  - アテネオリンピック バックアップ選手

## 指導歴
- 2020年 - ヴィッセル神戸
  - 2020年 - 同年10月 スクールコーチ
  - 2020年10月 - 2022年6月 トップチーム アシスタントコーチ
  - 2022年6月 -  2024年 トップチーム コーチ
  - 2025年 - U18 コーチ